# Stained Glass Reflections 1960-1970
| Recensione | Giudizio |
| ---------- | -------- |
| AllMusic   |          |

Stained Glass Reflections 1960-1970 è un album raccolta di Scott McKenzie, pubblicato nel 2001.

## Tracce
1. Smoothies – Ride, Ride, Ride – 2:11 (John Phillips)
2. Journeymen – Someone to Talk My Troubles To – 2:48 (Dick Weissman)
3. Journeymen – River, She Come Down – 2:47 (John Phillips, Dick Weissman)
4. Look in Your Eyes – 2:17 (Mike Hurst)
5. No, No, No, No, No – 2:52 (Geoff Stephens)
6. Holy Man – 2:53 (John Phillips)
7. San Francisco (Be Sure to Wear Flowers in Your Hair) – 2:59 (John Phillips)
8. Like an Old Time Movie – 3:17 (John Phillips)
9. Celeste – 3:30 (Donovan Leitch)
10. It's Not Time Now – 2:48 (John Sebastian)
11. Don't Make Promises – 3:57 (Tim Hardin)
12. Reason to Believe – 2:25 (Tim Hardin)
13. What's the Difference – 2:22 (Scott McKenzie)
14. Look in the Mirror – 3:37 (Scott McKenzie)
15. Yves – 4:35 (Scott McKenzie)
16. Crazy Man – 4:18 (Scott McKenzie)
17. 1969 – 3:00 (Scott McKenzie)
18. Dear Sister – 5:19 (Scott McKenzie)
19. Going Home Again – 3:37 (Scott McKenzie)
20. Stained Glass Morning – 4:57 (Scott McKenzie)
21. Illusion – 4:49 (Scott McKenzie)
22. Take a Moment – 5:38 (Scott McKenzie)

## Formazione
- Rusty Young - pedal steel guitar
- Barry Mcguire - armonica a bocca
- Scott Mckenzie - voce, chitarra a 12 corde, piano elettrico